# New York State Education Department
Le New York State Education Department est le département du gouvernement de l'État de New York chargé de la supervision de toutes les écoles publiques de l'État et de tous les tests standardisés, ainsi que de la production et de l'administration des tests d'État et des examens.
Le Département de l'Éducation de l'État supervise aussi l'enseignement supérieur, les institutions culturelles telles que les musées et les bibliothèques, la réadaptation professionnelle et l'octroi de licences à de nombreuses professions. Il est dirigé par le Conseil des régents de l'Université de l'État de New York (USNY) et administré par le Commissaire à l'Éducation.
Ses règlements sont compilés dans le titre 8 des Codes, règles et règlements de l'État de New York. Les bureaux principaux du département sont situés dans le New York State Education Building (en), situé au 89 Washington Avenue à Albany, la capitale de l'État.
Chaque année, l'État dépense environ 32 000 $ par étudiant, soit 90 % de plus que la moyenne aux États-Unis.